# Rondó (zene)
A klasszikus zenében a rondó egy visszatérő motívumokból álló műforma. A kifejezés a francia rondeau szóból ered, jelentése kör. A szó más értelemben vonatkozhat a mű egyes karakterjegyeire, vagy a rondó versformával való kapcsolatára.

## Formai jellemzői

### Felépítése
A rondóformában egy fő téma, vagy refrén váltakozva szerepel egy vagy több, a fő témával kontrasztban álló formai egységgel (epizóddal). A kezdőtéma a refrén, melyet epizód követ, majd a műben a refrén többször visszatér.
A formai egységek ilyen váltakozásának vannak bevett szokásai is. A klasszika zenéjében gyakori volt az RAR, az RARBR illetve az RARBRAR szerkezet, (ahol R a refrén, A és B pedig epizódok). A kombinált egységek műtől függően különbözhetnek, illetve az egyes egységek variációja, lerövidítése, kisebb módosítása is gyakori.

### Osztályozása
A rondóformákat többféleképpen osztályozzák. Pusztán terjedelem alapján történő felosztásban megkülönböztetnek kis és nagy rondót, ez az osztályozás viszont nincs tekintettel magára a rondóformára.
Weiner Leó a rondóformákat alsóbbrendű és felsőbbrendű formák csoportjára osztotta. Az alsóbbrendű rondóformák a magasabb rendű formáktól függetlenek, inkább az összetett dalformákra hasonlítanak. Ezzel szemben a felsőrendű rondóformák más összetettebb formák (például szonátaforma) módosulatának tekinthetők. Azaz a zeneszerző úgy módosítja a szonátaformát, hogy a műforma rondóra jellemző jegyeket vesz fel.
A bécsi klasszikában előfordulhat, hogy a rondóban nem egy, hanem két téma tér vissza. Ezt általában szonátaformában valósítják meg, melyet szonátarondónak nevezünk. Erre a RARBRAR szerkezetű formára jellemző, hogy a második epizód témáját hasonlóan dolgozzák ki, mint a szonátában a második témacsoportot: azaz hogy az első epizód tonikától eltérő fokon jelenik meg, ezt viszont a többi tonikán követi.

## Eredete
A kifejezés valószínűleg a középkori rondó versforma megnevezéséből ered, melyben hosszabb versszakokat rövidebb refrének váltanak. Egyesek vitatják, hogy a zenei műforma a versformából származna, vagy ha mégis, ez a kapcsolat áttételes. Erről ír például Arnold Schönberg Style and Idea című tanulmányában rámutatva, hogy különbözik egymástól az ismétlés szerepe a zenei illetve a versformában.
A rondó korai megfelelője a barokk zenében a ritornell, melyet a barokk koncertek gyorstételeiben, illetve vokális és kórusművekben is alkalmaztak. Ennek jellemzője volt, hogy a visszatérő ritornellt a tutti, míg az epizódokat csak a szólisták játsszák. Alapvető különbség a két forma között, hogy a ritornellben a főtéma csak elemeiben tér vissza, variálása során más fokon is történhet, míg a rondó refrénje mindig a főtéma azonos fokon való variálása.
Nem általánosan elfogadott álláspont, hogy a ritornell lenne a rondóforma előzménye. Például Cedric Thorpe Davie szerint a ritornell kialakulása és formai fejlődése inkább koncertforma, mint a rondó kialakulásához vezetett.
Sem a középkori és reneszánsz vokális rondó, sem a francia barokkra jellemző rondó zenei műforma nem összetévesztendő a rondó versformával, vagy a rondó mai zenei értelmével. Bár a francia rondeau kifejezést egyes gyors tételekre is alkalmazták, például Rameau A gáláns Indiákban felhangzó rondójára, vagy Couperin Les Barricades Mystérieuses című művére, ezek nem a mai értelemben vett rondóformában íródtak. Utóbbi az ún. párizsi rondóként ismert típus, melyre csak körvonalaiban vezethető vissza a bécsi klasszicista rondó.

## Példák
- Johann Sebastian Bach: E-dúr hegedűverseny, zárótétel
- Antonín Dvořák: h-moll Gordonkaverseny, harmadik tétel
- Ludwig van Beethoven: Zongoraszonáta (op. 13.), zárótétel.[4]

## Külső hivatkozások
- Rondo and Ritornello Forms in Tonal Music
- Rondo form in traditional marches from Limoux' carnival
- http://www.karmina.cz/mp3/cd7/09.mp3
- Szövegek az angol Wikiforráson: 
  - "Rondo". New International Encyclopedia. 1905. 
  - "Rondeau". Encyclopedia Americana. 1920.

## Fordítás
Ez a szócikk részben vagy egészben  a   Rondo című angol Wikipédia-szócikk ezen változatának fordításán alapul.  Az eredeti cikk szerkesztőit annak laptörténete sorolja fel. Ez a jelzés csupán a megfogalmazás eredetét és a szerzői jogokat jelzi, nem szolgál a cikkben szereplő információk forrásmegjelöléseként.